# Burg Grafenberg
Die Ruinen der ehemaligen Burg Grafenberg, im Volksmund auch Mörderburg genannt, liegen westlich oberhalb der Strasse von Maienfeld nach Balzers im schweizerischen Kanton Graubünden. Die Burg gehört der liechtensteinischen Gemeinde Balzers, liegt aber auf dem Gebiet der schweizerischen Gemeinde Fläsch.

## Lage
Die Ruinen der Höhenburg liegen bei 750 m ü. M. auf einem länglichen Felskopf unweit der Landesgrenze zum Fürstentum Liechtenstein. Die Anlage ist von der Strasse aus über einen Waldweg (Fahrverbot) in ca. einer Viertelstunde problemlos erreichbar.

## Name
Bei  den Chronisten Ulrich Campell erscheint der Name um 1579 als Grafenberg, 1617 bei Fortunat Sprecher als Castrum Graffenberg und 1742 bei Nicolin Sererhard als Schloss Grafenberg. In zeitgenössischen Urkunden wird die Burg nicht erwähnt und kommt als Sitz eines Grafengeschlechts nicht in Frage.
Eine Erklärung für den Namen findet sich allenfalls in einer Herleitung von Grawinberg; mittelhochdeutsch grâ, grâwes für grau. Der Name kann sich auf die felsige Umgebung oder die Burg selber beziehen. So ergab sich aus dem Grawinberg der Grafenberg, da für die Einheimischen der Zusammenhang der Burg mit einem Grafen einleuchtender erschien als mit der Farbe Grau.
Der schon für 1498 belegte Name Mordtburg ist im Zusammenhang mit einer Sage zu sehen, nach der die auf der Burg hausenden Raubritter die ausgeraubten Kaufleute über die Felsen hinuntergeworfen haben sollen. In Wirklichkeit könnte die Bezeichnung Mörderburg jedoch das feindselige Verhältnis der Anwohner zu den Burgherren zum Ausdruck bringen.

## Anlage
Der Burghügel ist vom Berghang durch einen wohl künstlich angelegten Halsgraben abgetrennt. Von der Anlage blieb am nordöstlichen Abhang eine 25 Meter lange und 6,5 Meter hohe Mauer eines mindestens zweistöckigen Palas erhalten. Neben Balkenlöchern sind vier Schartenfenster sichtbar, die sich nach innen zu Fensternischen öffnen.
Weitere Mauerreste entlang dem südöstlichen und südwestlichen Plateaurand lassen vermuten, dass das Gebäude eine Grundfläche von ca. 41 × 11 m aufwies und somit den gesamten Gipfel des Hügels bedeckte.
Vom Fuss des Burghügels bis an den gegenüberliegenden Guschnerberg erstreckte sich eine Letzi, von der im Waldstreifen in der Talsohle noch einige Reste erhalten sind. Sie wurde am 5. Januar 1499 im  Schwabenkrieg  von den kaiserlichen Truppen erstürmt und nach einigen Tagen Besatzung wieder von den Bündnern zurückerobert.
Im Herbst 2004 wurden Untersuchungs- und Sicherungsmassnahmen ausgeführt.

## Geschichte
Schriftliche Unterlagen über Entstehung und Geschichte der Burg fehlen. In einer Grenzbeschreibung zwischen Fläsch und Balzers taucht 1498 die Mordtburg auf. Mauerwerk in  Opus spicatum sowie Fragmente von becherförmigen Ofenkacheln deuten auf eine Entstehungszeit im 13. Jahrhundert hin. Brandschutt im Inneren des Gebäudes lässt auf einen Brand schliessen.

## Galerie

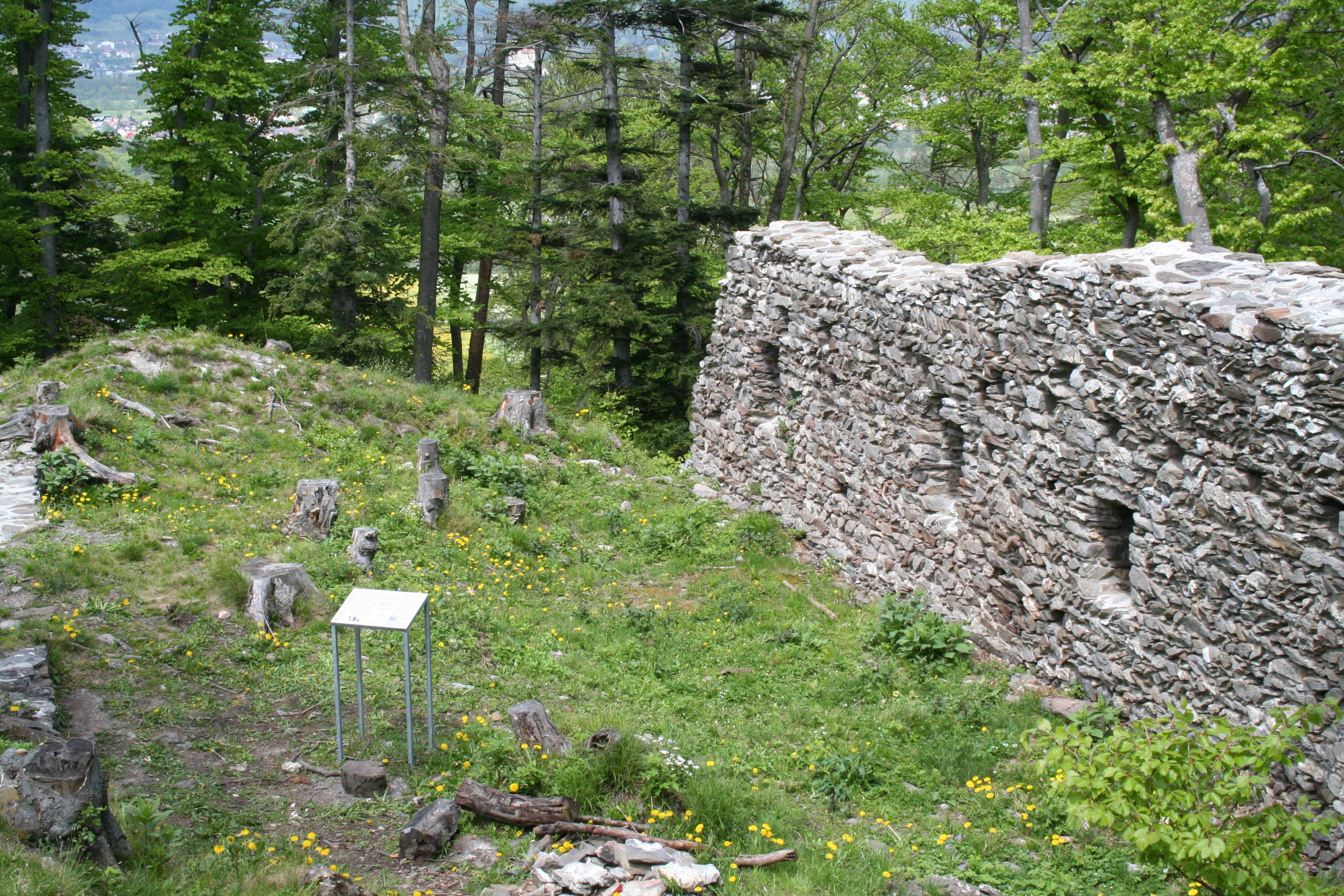
Sicht nach Norden
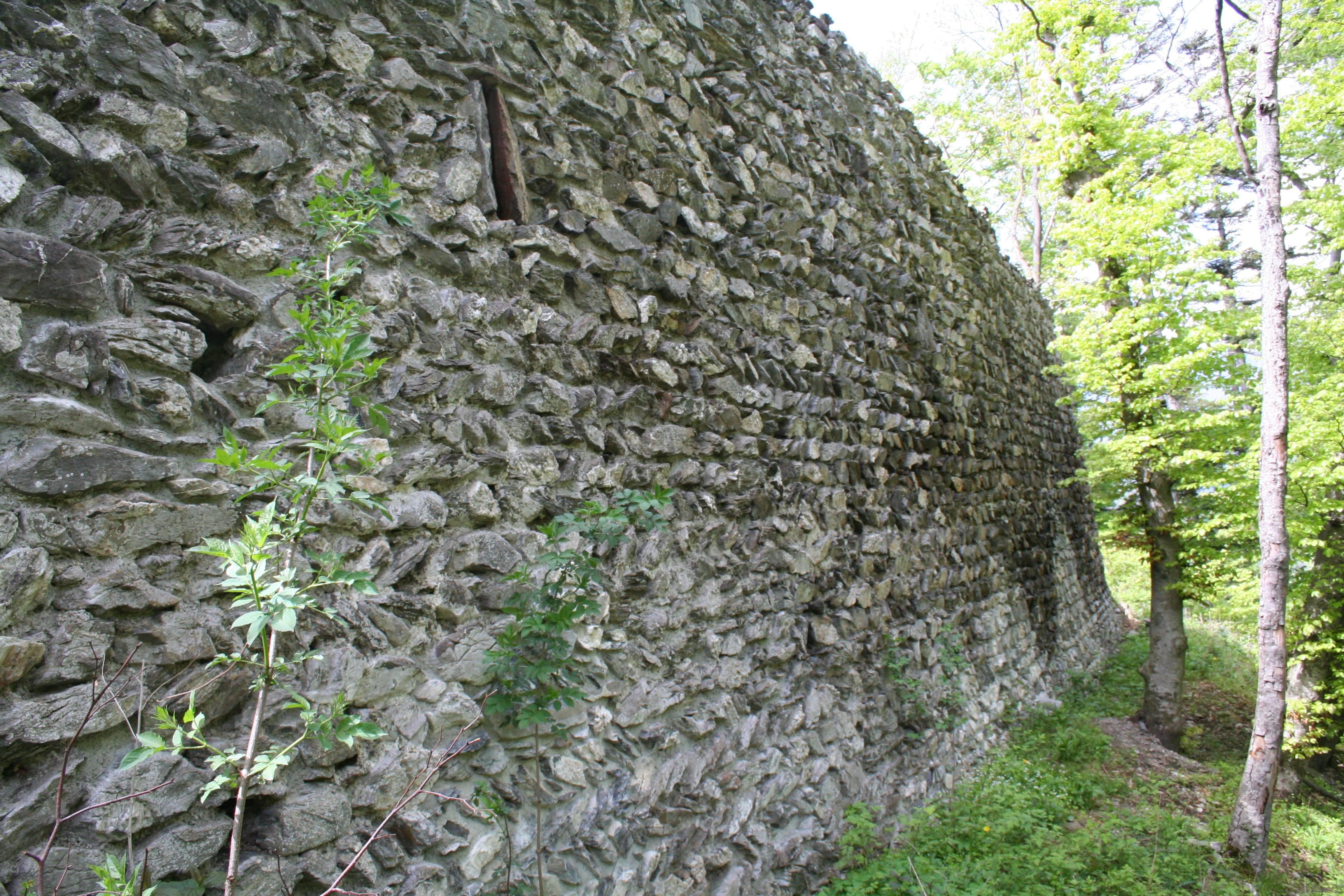
Nordostmauer
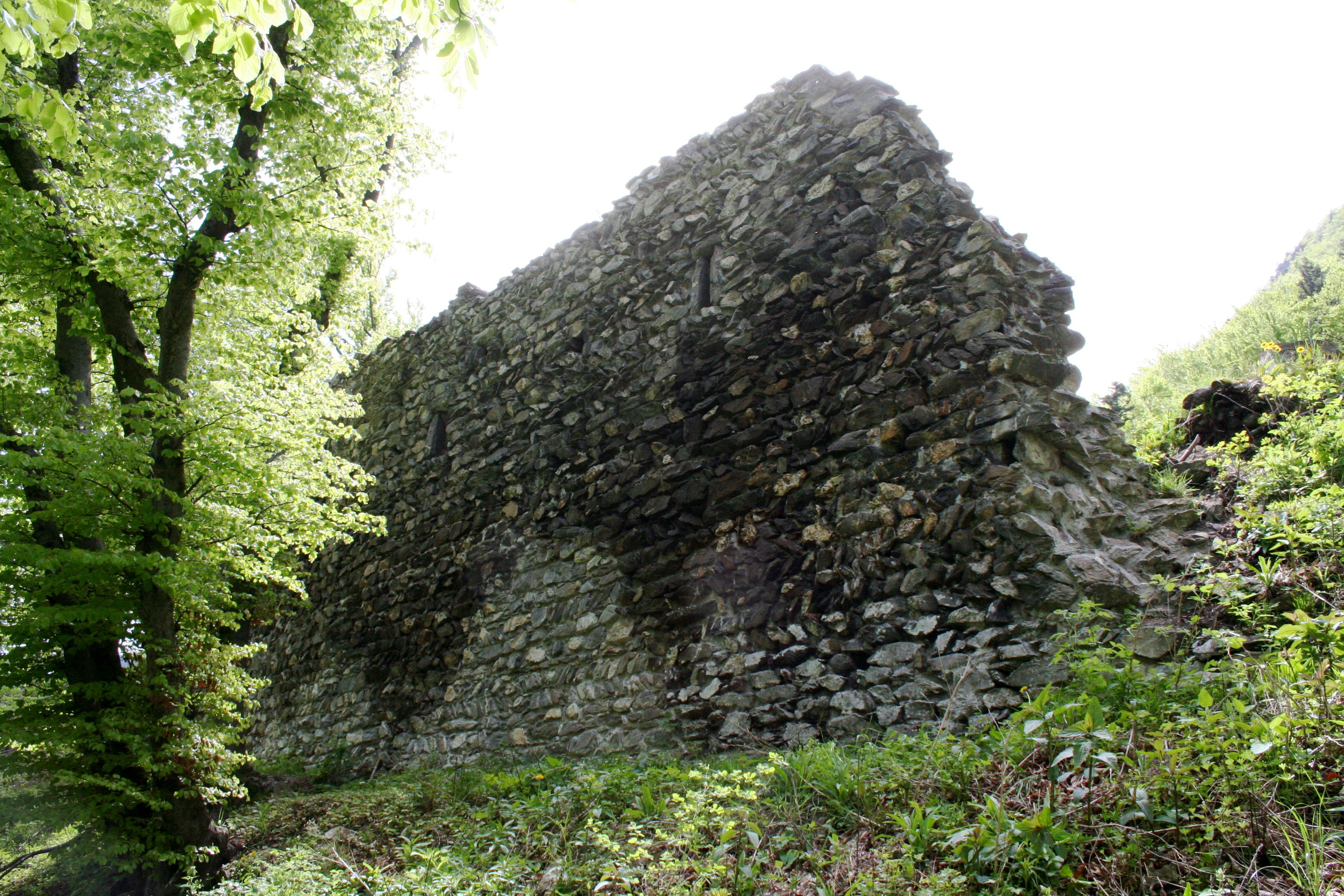
Ostmauer mit den ausgebesserten hellen Stellen
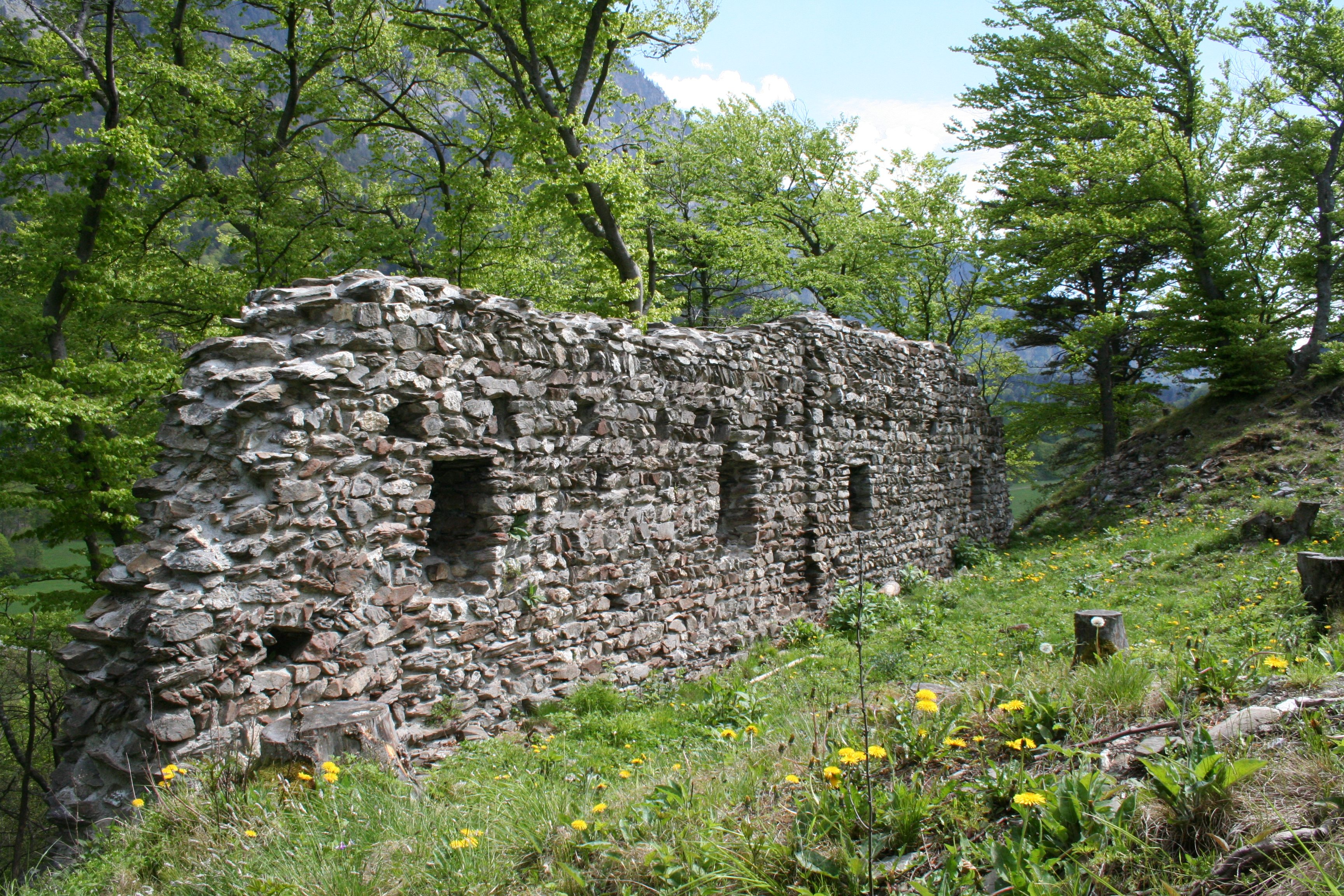
Ansicht aus Westen